# Policarpo Bonilla
Pour les articles homonymes, voir Bonilla.
Policarpo Bonilla, né le 17 mars 1858 à Tegucigalpa et mort le 11 septembre 1926 à La Nouvelle-Orléans en Louisiane, est un homme d'État hondurien. Il est président du Honduras du 22 février 1894 au 1er février 1899.

## Biographie
Né à Tegucigalpa, capitale du Honduras, de Inocencio Bonilla et Juana Vasquez, Bonilla devient avocat le 17 mars 1878. Après que Marco Aurelio Soto a pris le pouvoir avec l'aide du président guatémaltèque Justo Rufino Barrios en 1876, Bonilla occupe quelques positions dans son gouvernement. Le 31 octobre 1890, il crée le journal El Bien Publico.
En février 1891, il fonde le Parti libéral du Honduras et se présente en novembre de la même année lors de l'élection présidentielle de 1891 (en). Il est défait par Ponciano Leiva Madrid. En décembre 1893, il prend le commandement d'une force nicaraguayenne et avec le support du président du Nicaragua José Santos Zelaya. Il met en place en nouveau gouvernement à Los Amates au Guatemala le 24 décembre et qui sera reconnu par Zelaya le jour suivant. Après un siège de plusieurs semaines, les forces s'emparent de Tegucigalpa le 22 février 1894 et est nommé président.
En avril, Bonilla appelle à des élections de l'assemblée constituante pour juin. Cette dernière se rencontre le 1er juillet et rédige une nouvelle constitution. Malgré le fait que le vote des femmes soit soutenu par trois députés, cette clause n'apparaît pas dans la version finale de la constitution qui est promulguée le 14 octobre. Dans celle-ci est inscrit l'interdiction pour le président de se présenter à sa réélection et propose l'élection directe des juges de la cour suprême. Lors de l'élection présidentielle subséquente (en) en 1894, Bonilla l'emporte avec plus de 98 % des suffrages. Il reste au pouvoir durant l'ensemble de son mandat jusqu'en 1898 et Terencio Sierra lui succède.
Plus tard, il devient député au Congrès national du Honduras et également gouverneur de Tegucigalpa. Il est décrit par Rafael Heliodoro Valle comme « un héros qui transforma le Honduras, pour lui donner un conscience ». En 1919, il fait partie de la délégation du Honduras lors de la conférence de la paix de Paris à Versailles.
Bonilla qui a divisé lors Parti libéral lorsqu'il s'est présenté à élection présidentielle de 1924 (en). Il meurt en 1926 et, après sa mort, les Libéraux se réunissent et nomment Vicente Mejía Colindres. Colindres remporte les élections générales honduriennes de 1928 (en).